# تلاش واپسین (ترانه)
«تلاش واپسین» (به انگلیسی: Last Hurrah) ترانه‌ای از خوانندهٔ آمریکایی بی‌بی رکسا می‌باشد که در ۱۵ فوریهٔ سال ۲۰۱۹ منتشر گردید.